# テチチ
テチチ（英: techichi, small Indian dog）は、南米大陸を原産とする小型の犬種である。絶滅したと考えられている。世界各地で人気の愛玩犬種であるチワワの先祖として知られる。

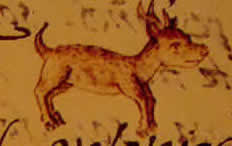
チワワの祖先であると思われるテチチ画

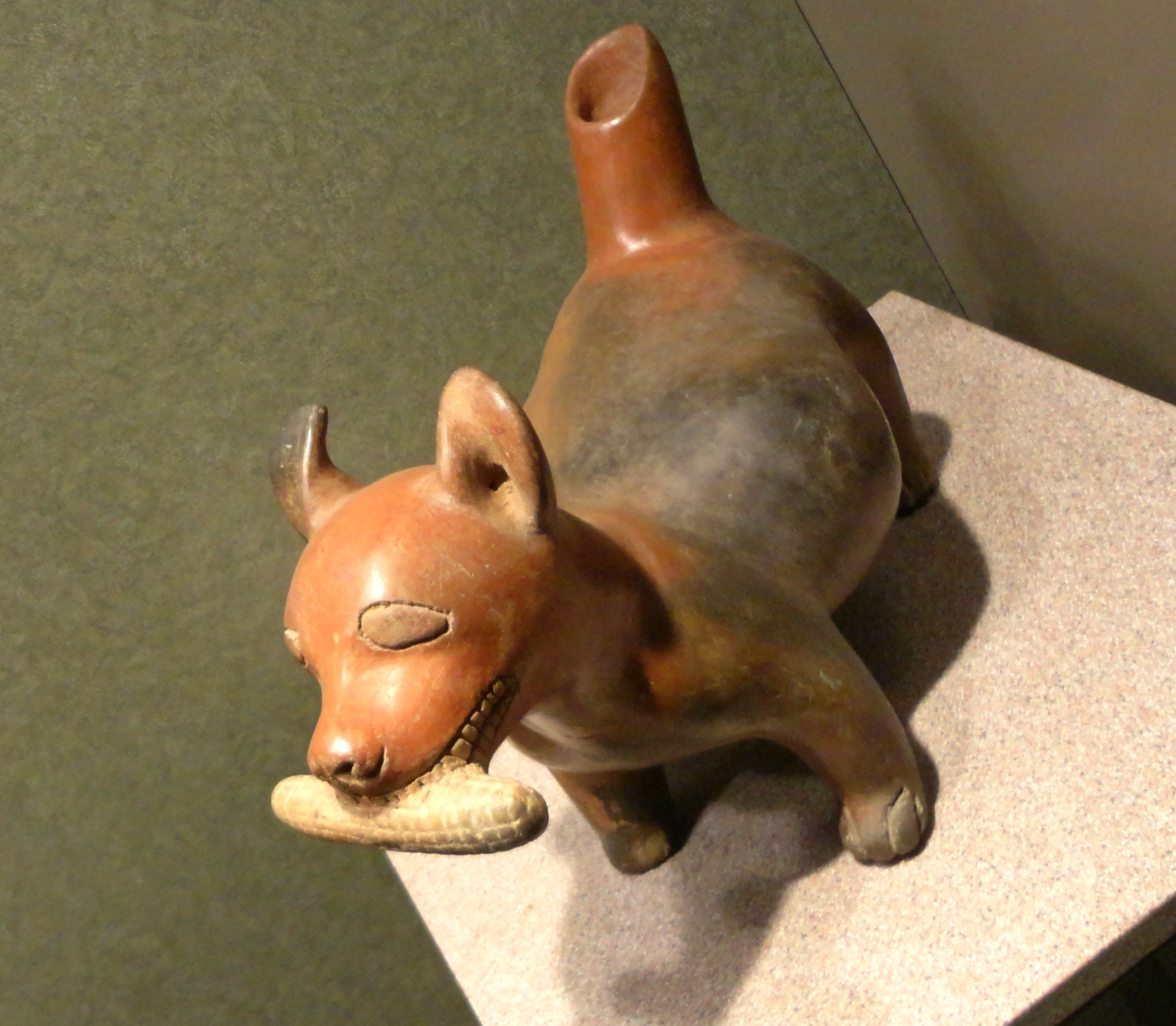
トウモロコシを運ぶテチチ像　国立人類学博物館

## 歴史
これ以前の歴史についてはほとんどわかっていないが、トルテック族が9世紀にはメキシコに居住していたこと、彼らがテチチ（techici）と呼ばれる犬を飼育していたことは分かっている。9世紀よりも古いテチチに関する記録は存在しないが、その祖先はマヤ族が出現する5世紀以前からこの地にいたとする文献もある。
トルテック族の次に栄えたアズテック族は、この犬を食用に消費した。フランシスコ・エルナンデスは本種に初めて遭遇したヨーロッパ人であるが、儀式用の特別メニューやいわゆる「ごちそう」ではなく、一般的な食材として食べていると1578年に報告している。若い雄犬は種犬を除いて肥育のため去勢され、仔犬は子供の遊び相手になった。
スペイン人たちも探検中に頻繁に犬を食べた。探検隊らにより少なくとも10万匹のテチチが食べられたと考えられる。その後目撃証言は途絶え、19世紀には絶滅したと考えられる。原産地は南北アメリカ大陸各地。北米の東海岸及び南部、中米、南米の北西部で先住民に飼育されていた。

## 特徴
やせ形で頭部は小さく、マズルと脚が長い狐のような姿の小型犬。立ち耳・垂れ尾。がっしりとした骨格と長い被毛を持つ。
毛色はブラウン、ブラック、ブラウン・アンド・ホワイト、ブラック・アンド・ホワイト、クリームなど。

## その他
メキシコや南米では、人の墓から本種の骨が出土した例が知られている。先住民の伝説によると、ブルーの毛色の犬は神聖なものとみなされ、レッドの毛色の犬は主人の火葬の際ともに焼かれた。主人たちの罪を犬たちが引き受けてくれると信じられていた。